# Genesis G70
Genesis G70 – samochód osobowy klasy średniej produkowany pod południowokoreańską marką Genesis od 2017 roku.

## Historia i opis modelu

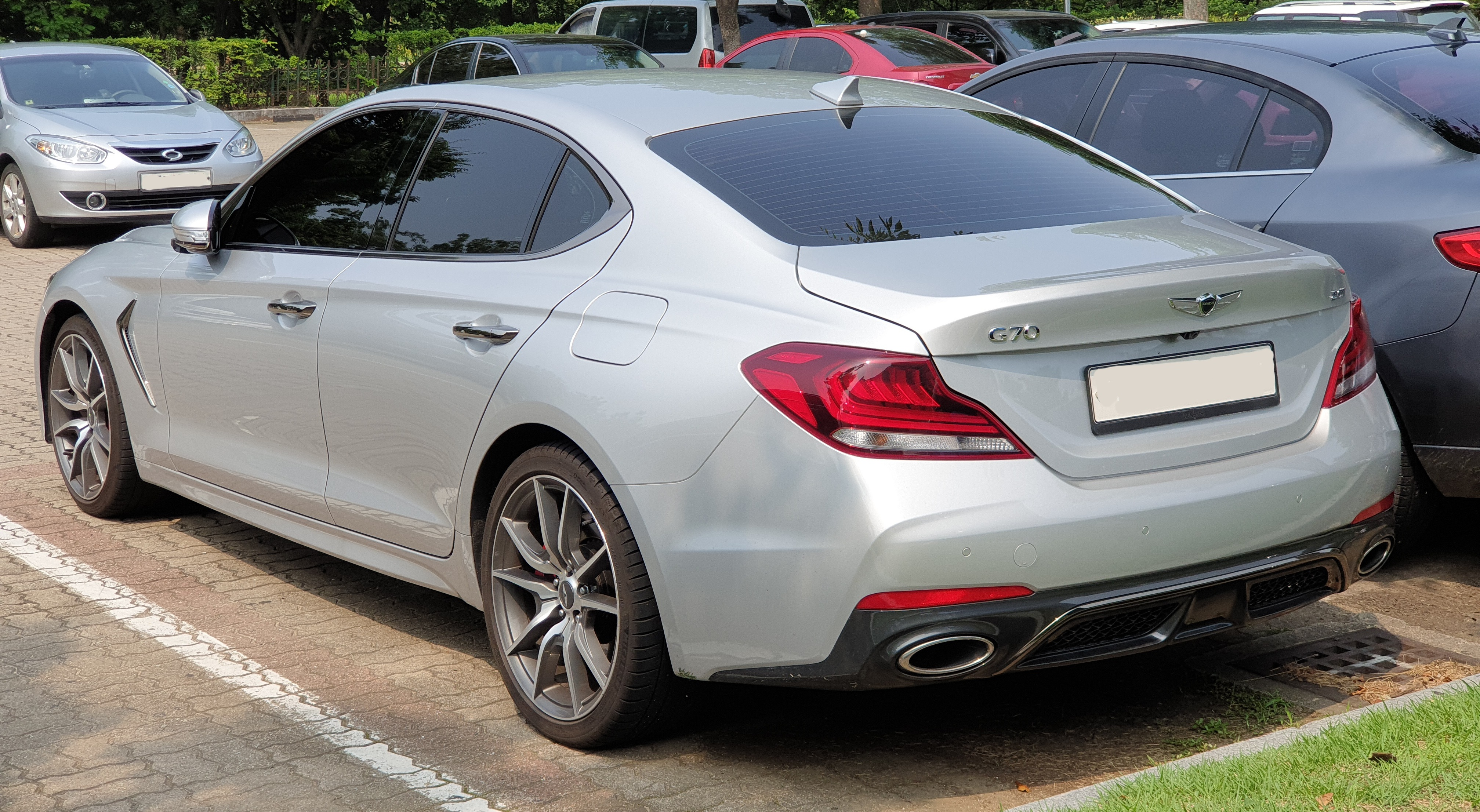
Genesis G70 – tył

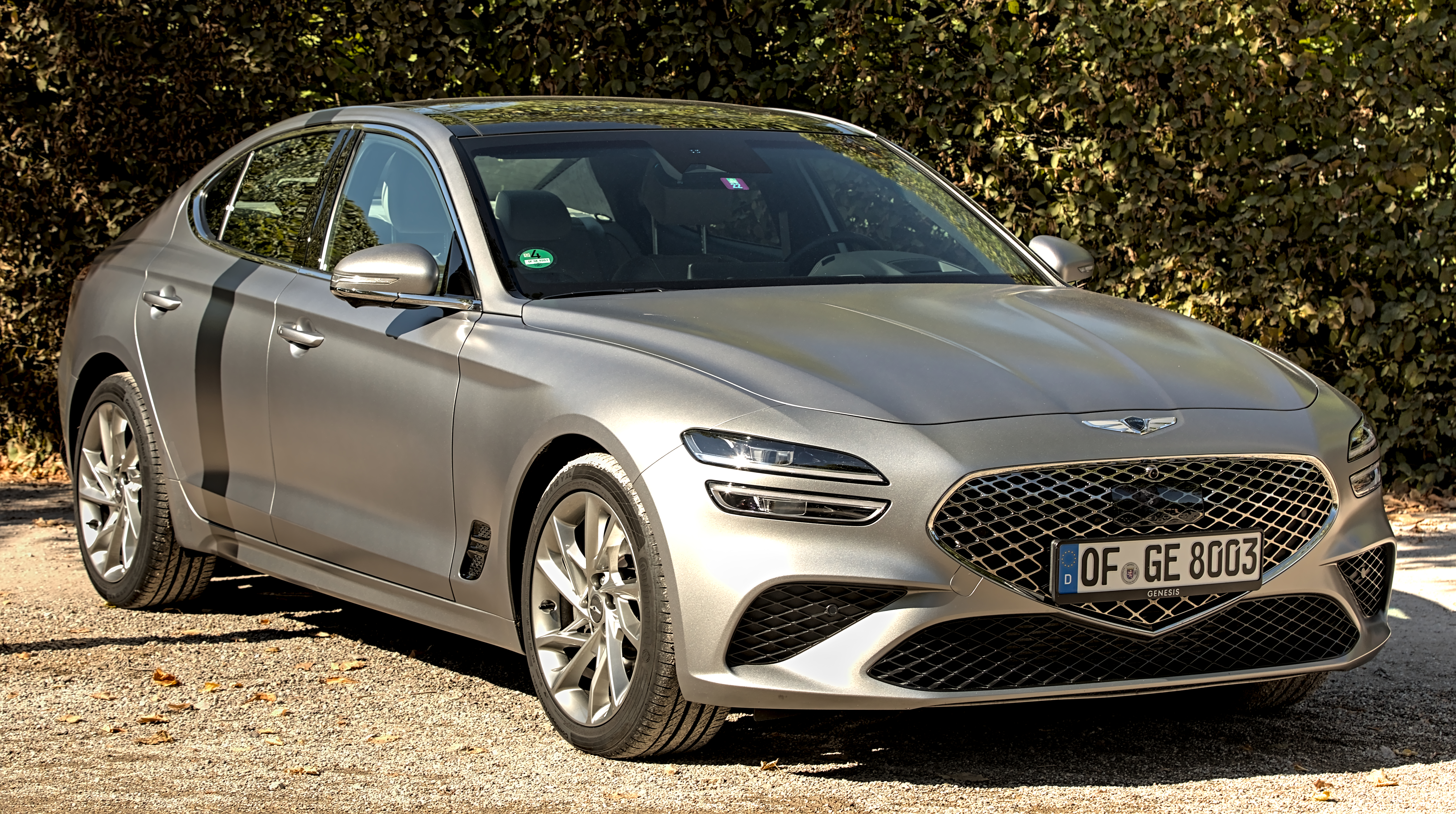
Genesis G70 po liftingu

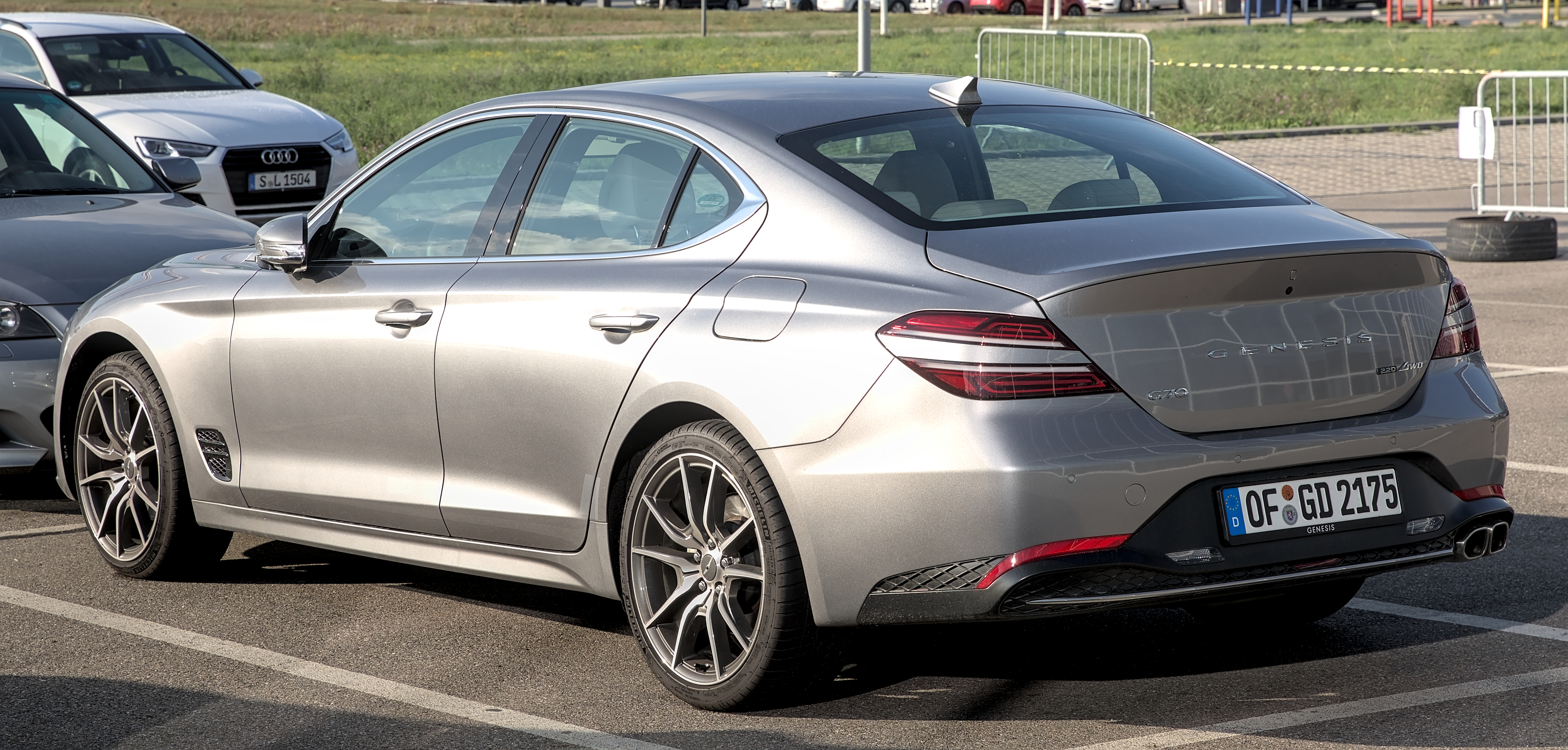
Genesis G70 - tył po liftingu

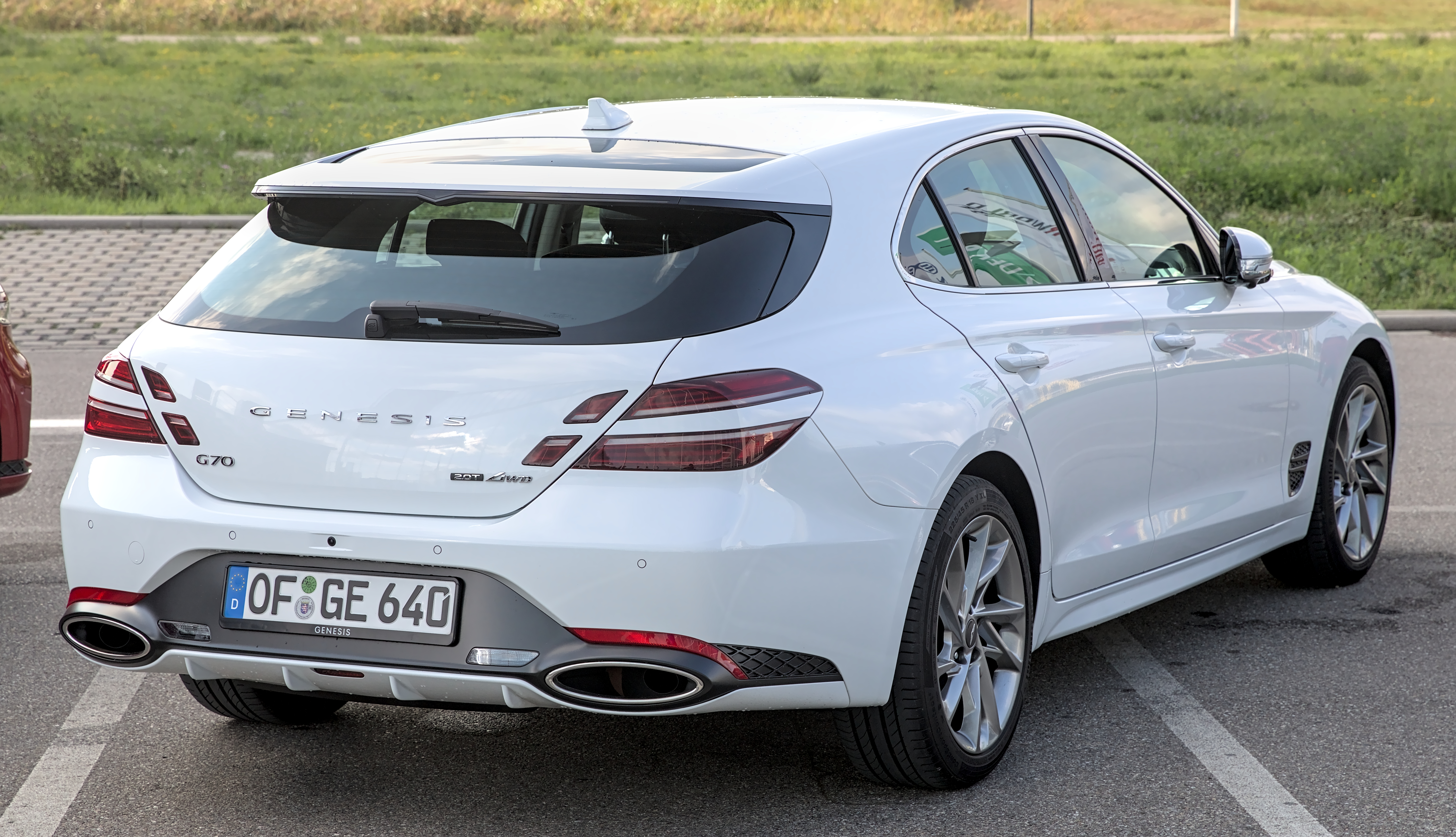
Genesis G70 Shooting Brake

Model G70 został zaprezentowany we wrześniu 2017 roku jako trzeci w kolejności, a jednocześnie najtańszy i najmniejszy model w ofercie marki Genesis. Średniej wielkości sedan powstał jako odpowiedź na podobnej wielkości pojazdy marek premium, jak m.in. Audi A4, Lexus IS czy Volvo S60. Pod kątem technicznym, Genesis G70 powstał w oparciu o model Kia Stinger.
Projekt nadwozia autorstwa Petera Schreyera zyskał takie charakterystyczne elementy, jak duży trapezoidalny wlot powietrza z chromowaną obwódką, wąskie, strzeliste reflektory, a także smukłą sylwetkę z wydłużoną maską i  krótkim, ściętym tyłem. 
Kabina pasażerska została utrzymana w minimalistycznym wzornictwie, zyskując nachyloną ku kierowcy konsolę centralną, a także poziomo umieszczone nawiewy i ulokowany nad nim ekran do sterowania systemem multimedialnym. Ponadto pojazd wyposażono w składający się z maksymalnie 15 głośników system multimedialny marki Lexicon. Wśród materiałów wykończeniowych znalazło się zarówno aluminium, jak i skóra wykorzystana głównie do wykończenia foteli oraz kokpitu.

### G70 Shooting Brake
Początkowo składająca się wyłącznie z 4-drzwiowego sedana gama nadwoziowa, w połowie maja 2021 roku została rozbudowana o wariant łączący cechy kombi z shooting brake. 
Pod kątem wizualnym wyróżniła się ona wyżej poprowadzoną linią dachu, którą zwieńczył zaokrąglony tył z okalającą go szybą klapy bagażnika i charakterystycznym przedłużeniem podwójnych lamp na krawędź klapy bagażnika. Genesis G70 Shooting Brake został opracowany specjalnie z myślą o rynku europejskim.

### Lifting
We wrześniu 2020 roku Genesis G70 przeszedł obszerną restylizację nadwozia, w ramach której upodobniono go wizualnie, pozostałych nowszych modeli w ofercie utrzymanych w nowym języku stylistycznym marki Genesis autorstwa Luca Donckerwolke'a. Pojawił się charakterystyczny, większy wlot powietrza ze szpiczastą dolną krawędzią, przeprojektowane zderzaki, a także przednie oraz tylne lampy utrzymane w motywie podwójnej kreski.

### Sprzedaż
Poza rodzimym rynkiem południowokoreańskim, w 2018 roku Genesis G70 trafił także do sprzedaży w Ameryce Północnej, a także w Rosji i na Bliskim Wschodzie. W 2019 roku zasięg rynkowy modelu poszerzono także o Australię i Nowej Zelandii. Ostatnim rynkiem, o który poszerzono zasięg rynkowy G70, jest Europa, gdzie sprzedaż rozpoczęła się jesienią 2021 roku.

### Silniki
| Silnik                | Pojemność skokowa [cm³] | Typ silnika        | Moc maksymalna [KM] przy obr./min | Maks. moment obrotowy [Nm] przy obr./min | Stopień sprężania  | Średnica cylindra x skok tłoka [mm] | Przyspieszenie 0-100 km/h [s] | Prędkość maks. [km/h] |                    |
| Silniki benzynowe:    | Silniki benzynowe:      | Silniki benzynowe: | Silniki benzynowe:                | Silniki benzynowe:                       | Silniki benzynowe: | Silniki benzynowe:                  | Silniki benzynowe:            | Silniki benzynowe:    | Silniki benzynowe: |
| --------------------- | ----------------------- | ------------------ | --------------------------------- | ---------------------------------------- | ------------------ | ----------------------------------- | ----------------------------- | --------------------- | ------------------ |
| 2.0 T-GDI             | 1998                    | R4 DOHC            | 255 KM /6200                      | 350/1400-4000                            | 10:1:1             | 86 x 86                             | 6,1                           | 240                   |                    |
| 2.5 T-GDI             | 2497                    | R4DOHC             | 304 KM /5800                      | 422/1650-4000                            | 10:1:1             | 88 x 92                             | 5.6                           | b.d                   |                    |
| 3.3 T-GDI BI-Turbo    | 3342                    | V6 DOHC            | 370 KM /6000                      | 510/1300-4500                            | 10:1:1             | 92 x 83,8                           | 5.0                           | 270                   |                    |
| Silniki wysokoprężne: |                         |                    |                                   |                                          |                    |                                     |                               |                       |                    |
| 2.2 CRDi              | 2199                    | R4 DOHC            | 200Km /3800                       | 440/1750-2750                            | 16:1:1             | 85,4 x 96                           | 7,6                           | 225                   |                    |